# 丸七
丸七株式会社（まるしち、英称:Marushichi Inc.）は、新潟県燕市に本社を置き日用雑貨品の卸売を主な業務としている会社である。

## 概要
1864年に創業したキセル製造を行う企業を端としており、現在では日本国内の約500社の問屋へ洋食器、日用品雑貨を卸す企業となる。
新潟県外にも事業を展開し、大阪・札幌に営業所を設置している。

## 支店・営業所
- 札幌支店 - 札幌市白石区流通センター1丁目2番6号
- 大阪営業所 - 大阪府大阪市東成区大今里西1-12-21